# Euparatettix spicuvertexoides
Euparatettix spicuvertexoides är en insektsart som beskrevs av Zheng, Z. 2005. Euparatettix spicuvertexoides ingår i släktet Euparatettix och familjen torngräshoppor. Inga underarter finns listade i Catalogue of Life.